# Фантомная конечность
Фантомная конечность — субъективное ощущение существования конечности после её ампутации. Часто сопровождается болевыми ощущениями (фантомно-болевым синдромом).
Известны случаи, когда болевые ощущения появлялись у больных не только в фантомах ампутированных конечностей, но и в других отсутствующих частях тела (таких как грудь, зубы, глаза).
В настоящий момент не существует единой точки зрения на патогенез фантомно-болевого синдрома, существует несколько теорий возникновения фантомной боли.

## Симптомы и признаки
Ощущения фантомной конечности отличаются большим разнообразием. Размеры фантомной конечности могут быть больше или меньше реальных размеров конечности до ампутации, иногда фантомы кисти или стопы ощущаются на уровне культи. Нередко фантом ощущается сморщенным или разбухшим.

В каких-то случаях боль может ухудшаться в результате стресса, тревоги или погодных изменений. Как правило, частота и интенсивность боли идут на спад с течением времени.

## Механизмы появления фантомных ощущений

### Невромы
В основе одного из предположительных механизмов возникновения фантомной боли лежит появление невром. При ампутации происходит разрыв периферических нервов, и в местах разрывов (в культе конечности) нервная ткань «врастает» в соединительную; раздутые, повреждённые нервные окончания образуют невромы. Происходит процесс деафферентации — в результате нарушения проводящих путей становится невозможной передача информации в центральную нервную систему. В местах образования невром появляются новые клетки, обеспечивающие работу ионных каналов, — происходят спонтанные «разрядки» ионных каналов, которые могут провоцировать фантомную боль. Такая активность периферической нервной системой может быть причиной боли в культе, в том числе и фантомной боли.
Обработка костного опила, который может повредить мягкие ткани, сосуды и нервы, пилами, рашпилями может понизить риск возникновения фантомных болей.

Данная теория находит подкрепление в исследованиях, в ходе которых больным с фантомной болью давали медикаменты, блокирующие работу ионных каналов. Данные медикаменты помогали уменьшить фантомную боль или полностью избавиться от неё.

В некоторых случаях, чтобы избавиться от невром как от причины фантомной боли, ампутировали часть культи — в результате не удавалось избавиться от фантомной боли, в некоторых случаях боль лишь усиливалась, и у пациентов возникал ещё один фантом — фантом ампутированной культи.

### Концепция Neuromatrix
Утверждение о том, что основная причина возникновения фантомной боли — неврома, оспаривал Рональд Мельзак. Он предложил концепцию Neuromatrix, помогающую по-новому взглянуть на причины возникновения боли. Нейроматрикс автором данной концепции определяется как сеть нейронов в центральной нервной системе, к которым поступают разного рода сигналы с разных участков тела (в том числе соматосенсорная и зрительная информация). Структура нейроматрикса обусловлена генетически, но на неё оказывает влияние информация, поступающая от органов чувств, и в течение жизни структура может быть модифицирована. В результате воздействия разного рода сигналов нейроматрикс формирует ответный результирующий сигнал, который может выражаться в виде боли. На ответный сигнал оказывает влияние множество факторов. Сеть нейронов, называемая нейроматриксом, состоит из нервных узлов между структурами таламуса и коры головного мозга, а также между корой и лимбической системой. Мельзак акцентирует внимание на том, что боль может быть обусловлена множеством различных факторов: генетическими факторами, информацией от органов чувств, нейрогуморальными механизмами, нарушением гуморальной регуляции.

Мельзак пришёл к выводу, что возникновение фантомного синдрома у людей с отсутствующими с рождения конечностями обусловлено генетическими факторами.

### Нарушение схемы тела
Одна из теорий, объясняющих возникновение фантомной конечности, — теория, объясняющая феномен фантомной конечности с позиции нарушения схемы тела. Согласно данной концепции, возникновение фантомной конечности связано с реорганизацией в коре головного мозга в постцентральной извилине.

Феномен фантомной конечности с позиции нарушения схемы тела изучался В. Рамачандраном. Рамачандран выдвинул несколько предположительных механизмов модификации схемы тела за счёт реорганизации соматосенсорной коры. На постцентральную извилину лобных долей мозга поступает сенсорная информация от разных частей тела (в том числе и от конечностей). Когда сигналы от конечности (например, от руки) перестают поступать в данную зону, то эта зона начинает испытывать «сенсорный голод». Тогда в эту зону начинают поступать сигналы, которые изначально поступали на соседний участок извилины: это может послужить объяснением феномена, при котором при стимуляции кожи лица больной начинает испытывать фантомную боль в ампутированной конечности («зона руки» находится рядом с «зоной лица» на постцентральной извилине). Сигналы, поступающие от рецепторов кожи лица после ампутации руки, начинают частично поступать в ту зону постцентральной извилины, куда раньше поступали сигналы от руки. Данная теория нашла подтверждение в исследованиях с использованием магнитоэнцефалографии, с помощью которой можно увидеть, какие участки мозга активны в определённый момент времени. У испытуемых с ампутированной рукой при стимуляции кожи лица активировались участки мозга, относящиеся к руке на постцентральной извилине.

Другая точка зрения представлена в работах М. Л. Симмел. Симмел в своих исследованиях показала, что у человека может возникнуть ощущения фантома только тех частей тела, которые он успел освоить. Симмел и другие авторы утверждают, что человек не способен испытывать фантомы тех частей тела, которые у него отсутствовали с рождения. М. Л. Симмел подчёркивает важность опыта, приобретённого в течение жизни, в процессе формирования схемы тела: прочная схема, которая сохраняется после ампутации, формируется после длительного пользования рукой, накопления двигательного и осязательного опыта. Симмел выявила закономерность частоты возникновения фантомов среди людей разных возрастов: чем старше человек, тем вероятнее возникновение у него фантома. Из этого М. Л. Симмел делает вывод, что схема тела является частным сложным случаем процесса научения. Работая с прокажёнными, М. Л. Симмел заметила, что при постепенном разрушении пальцев у больных фантома не возникает. Если же пациенту ампутировали разрушающуюся конечность, то фантомный синдром всегда имел место. Этот феномен Симмел объясняла тем, что при постепенном разрушении тканей схема тела успевала приспособиться и продолжала соответствовать реальности, при резкой ампутации изменения в организме происходят так быстро, что схема не успевает измениться.

Ещё одна теория, связанная с концепцией схемы тела, была предложена Tamar R. Makin. Данная теория в какой-то мере опровергает теорию Рамачандрана, утверждающую, что основа возникновения фантомной боли лежит в корковой реорганизации области, соответствующей ампутированной конечности на постцентральной извилине, и прилежащих к ней областей. T. R. Makin провела исследования, в которых участвовали люди с ампутированной рукой. Данные магнитно-резонансной томографии показали, что, когда испытуемых просили «подвигать» фантомной конечностью, активность повышалась только в тех областях коры головного мозга, которые соответствуют данной конечности. Чтобы опровергнуть гипотезу о том, что области, отвечающие за ампутированные конечности и соседние области, каким-то образом связаны, испытуемых просили издавать «чмокающие» звуки во время опыта. Однако активность в области ампутированной конечности не повышалась при подобных действиях, что должно было произойти, если бы между двумя областями на постцентральной извилине существовала вышеописанная связь.

Таким образом, T. R. Makin утверждает, что корковая реорганизация не является причиной фантомной боли, а, напротив, именно фантомная боль приводит к корковой реорганизации. Происходит изоляция определённого участка коры головного мозга: чем сильнее фантомная боль, тем сильнее изолируется участок.

### Феномен проприоцептивной памяти
Sharon R. Weeks и другие выдвинули гипотезу о том, что проприоцептивная память, запоминающая положение руки, не исчезает и после ампутации. Проприоцептивная память запечатлевает положение руки, в котором она находилась до ампутации, и ощущения, которые человек при этом испытывал, и после ампутации человек продолжает испытывать ощущения в руке так, будто она всё ещё на месте. От зрительного анализатора поступает информация о том, что руки нет на месте, в то время как проприоцептивная память «хранит» и активирует информацию о положении руки. Происходит конфликт информации, результатом которой может быть болезненный синдром.

Данная гипотеза получила поддержку в дальнейших исследованиях Gentili с использованием местной анестезии. Результаты исследования показали, что пациенты под местной анестезией воспринимают положение своей руки иначе от реального её расположения. Проприоцептивная память запечатлевает последние ощущения в руке до анестезии, поэтому, когда испытуемому говорили закрыть глаза и фиксировали руку в другом расположении, он продолжал ощущать руку там же, где она находилась до анестезии.

Dr A John Harris сравнивает конфликт при возникновении фантомно-болевого синдрома с конфликтом информации при болезни движения, когда в конфликт вступает информация, поступающая от органов зрения: например, человек смотрит на палубу корабля и видит, что корабль неподвижен относительно его тела — и информация, поступающая от вестибулярного аппарата — человек чувствует, что его тело раскачивается из стороны в сторону. Результатом данного конфликта является ощущение тошноты. По аналогии, согласно данной гипотезе, результатом конфликта информации при фантомном синдроме может быть болезненное ощущение.
Значительный вклад в теорию фантомных конечностей внёс американский физиолог индийского происхождения Вилейанур Рамачандран.

## Способы лечения
По данным на 2020 год, существует три класса методов лечения фантомно-болевого синдрома: 
1. фармакологические вмешательства,
2. неинвазивные нефармакологические стратегии,
3. инвазивные методы лечения.

Из исследовавшихся фармакологических агентов (противосудорожные средства, трициклические антидепрессанты и другие, такие как антагонисты NMDA-рецептора — например, кетамин) ни у одного нет ясно показанной эффективности как в краткосрочной, так и в долгосрочной перспективе. 
Неинвазивные нефармакологические стратегии включают в себя широкий набор методов: 
1. индивидуальное сенсодвигательное обучение,
2. микрополяризация (метод, известный ещё как транскраниальная стимуляция постоянным током),
3. когнитивно-поведенческая терапия,
4. электротерапия,
5. повторяющаяся транскраниальная магнитная стимуляция (пТМС),
6. зеркальная терапия[англ.] (метод также называют зеркальной визуальной обратной связью).

В том случае если не помогли все вышеперечисленные методы, в основном, используются следующие инвазивные методы: 
1. глубокая стимуляция мозга,
2. стимуляция моторной коры[англ.],
3. стимуляция спинного мозга[англ.][20].

Вышеуказанный метод зеркальной терапии был разработан индийским неврологом Рамачандраном. Часто фантом, который испытывает пациент, находится в парализованном состоянии, пациент не может свободно им двигать. При методе зеркальной терапии перед пациентом устанавливается зеркало таким образом, что здоровую руку он кладёт по одну сторону зеркала, и здоровая рука отражается в нём. А вторую, ампутированную руку пациент кладёт по другую сторону зеркала так, что ампутированной части руки не видно. Но, когда пациент смотрит в зеркало, отражение здоровой руки в зеркале выглядит так, будто это — продолжение ампутированной руки. Потом лечащий врач просит пациента воспроизводить одинаковые движения обеими руками. У пациента возникает ощущение, что он снова может двигать своей фантомной конечностью — спазм и боль в фантомной руке пропадает. Также Рамачандран с коллегами описал клинический случай, когда при зеркальной терапии использовалось не простое зеркало, а зеркало с уменьшающей линзой — в этом случае вместе с изображением руки уменьшалась и боль пациента в ампутированной конечности.